# Moti dell'Aquila
(Statuto regionale, come letto erroneamente dal Presidente del Consiglio regionale Emilio Mattucci il 26 febbraio 1971 all'Aquila)
I moti dell'Aquila, conosciuti anche come moti aquilani o moti per L'Aquila capoluogo, furono una sommossa popolare avvenuta nella città dell'Aquila nei giorni compresi tra il 26 e il 28 febbraio del 1971. I moti avvennero a seguito della decisione del Consiglio regionale dell'Abruzzo di prevedere due sedi, una all'Aquila e una a Pescara, per la Giunta e il Consiglio stesso e di collocare nella città adriatica anche la maggior parte degli assessorati regionali (sette su dieci), lasciando comunque all'Aquila il titolo di capoluogo. La sommossa iniziò probabilmente a causa di un semplice errore di lettura del Presidente del Consiglio durante la prima declamazione pubblica del nuovo Statuto regionale; i moti non portarono però ad alcun risultato e la decisione del Consiglio non fu modificata.

## Antefatti
Dopo la nascita della Repubblica Italiana e l'approvazione della Costituzione, il tema dell'entrata in funzione delle 15 regioni a statuto ordinario previste dalla Costituzione non fu affrontato immediatamente. Nel 1953, su proposta del ministro dell'interno Mario Scelba, fu approvata una legge di attuazione del titolo V della Costituzione in materia di enti locali, ma solo con la legge 16 maggio 1970, n. 281 si diede avvio al processo di decentramento regionale. Quindi il 7 e 8 giugno del 1970 si svolsero le prime elezioni regionali nelle regioni a statuto ordinario; le elezioni abruzzesi videro la vittoria della DC (20 consiglieri), seguita da PCI (10), PSI (3), MSI (2), PSU (2), PSIUP (1), PLI (1), PRI (1). Fu eletto Presidente del Consiglio regionale Emilio Mattucci, atriano, e subito si pose la questione della stesura dello Statuto della Regione, con la scelta del capoluogo; mentre in 13 delle 15 Regioni il problema non esisteva, lo stesso non si poteva dire per l'Abruzzo e la Calabria, la cui situazione degenerò nei moti di Reggio.
La situazione abruzzese era la seguente: L'Aquila era storicamente la città più importante della regione, mentre Pescara la più industrializzata, popolosa ed economicamente in via di sviluppo; all'inizio il governo nazionale sembrò appoggiare la causa aquilana, nominando il prefetto dell'Aquila Luigi Petriccione commissario governativo, ma le proteste nella città adriatica (le "notti dei fuochi", alla fine di giugno) riaprirono le trattative. Esisteva inoltre un problema politico interno alla Democrazia Cristiana, denunciato dalle opposizioni, in quanto la sezione regionale del partito di governo era retta da una sorta di diarchia formata dagli onorevoli Remo Gaspari e Lorenzo Natali, i cui bacini elettorali erano rispettivamente la zona costiera e quella montana: nessuno dei due voleva esporsi troppo riguardo alla questione. Anche la DC nazionale, nella persona di Arnaldo Forlani, aveva lasciato il compito di decisione ai comitati provinciali; i segretari provinciali dell'Aquila e Pescara, rispettivamente Luciano Fabiani e Giorgio Di Carlo, in un incontro svoltosi in un albergo a Popoli decisero di mantenere il capoluogo regionale all'Aquila e di favorire Pescara attraverso la spartizione degli assessorati (sette nella città adriatica e tre nel capoluogo).
Con l'inizio del 1971 la situazione sembrava ancora lontana da una risoluzione e il 26 gennaio di quell'anno all'Aquila fu organizzato uno sciopero generale che paralizzò la città, per portare avanti la causa del capoluogo appenninico; un nuovo sciopero avvenne un mese esatto dopo, il 26 febbraio, giorno in cui fu convocato il Consiglio per votare il nuovo Statuto, dopo che si era raggiunto un compromesso.

## I moti
In questo clima molto teso, quello stesso giorno avvenne la lettura pubblica del nuovo Statuto da parte del Presidente del Consiglio Mattucci nella sede della Provincia dell'Aquila al palazzo della Prefettura, prima dell'inizio della votazione sulla norma. In quella situazione di stallo, la goccia che fece traboccare il vaso fu un errore del Presidente, che lesse "il Consiglio e la Giunta regionali si riuniscono a L'Aquila e a Pescara" davanti alla stampa e al pubblico; tuttavia, l'articolo 2, nella forma corretta, prevedeva la dicitura "a L'Aquila o a Pescara". Il consigliere DC Benucci tentò di correggere a gran voce Mattucci, ma questo stesso atto fu probabilmente l'inizio delle proteste, dato che subito iniziò un lancio di monetine verso i consiglieri. Il Presidente, però, continuò con la lettura e arrivò alla spartizione concordata degli assessorati, che fece sì che la situazione peggiorasse in maniera irrimediabile; la protesta diventò infatti incontenibile e i consiglieri si rifugiarono nell'ufficio del prefetto, approvando velocemente la norma con 38 voti favorevoli, un contrario (Ferri, MSI) e un astenuto (Susi, PSI). La folla fu dispersa con l'aiuto del Battaglione allievi Carabinieri di Chieti, convincendo i manifestanti che la seduta fosse stata rimandata, mentre i consiglieri furono fatti uscire da una porta sul retro scortati dalla Polizia.
Già durante la notte, però, iniziò la mobilitazione popolare, cominciata con il blocco del traffico esterno e interno alla città e con un falò di gomme di automobili ai Quattro Cantoni; la mattina presto vennero fatte suonare le campane delle chiese e fu proclamato lo sciopero generale per il secondo giorno consecutivo. Poco dopo cominciò la devastazione delle sedi di partito: prima quella del PSDI, poi quelle della DC a Palazzo Ciolina, del PSI, del PSIUP, del PLI e, infine, quella del PCI in via Paganica, che fu particolarmente presa di mira poiché i comunisti avevano avuto un ruolo fondamentale nella stesura della formulazione finale; non fu invece attaccato il MSI, la cui sede si trovava nell'area della Prefettura. Nel pomeriggio la stessa sorte toccò delle abitazioni di molti politici aquilani (tra cui Fabiani, segretario provinciale DC, mentre quella di Nello Mariani del PSI, sottosegretario agli Interni, fu difesa dalla celere), allontanatisi dalla città in maniera preventiva, e al magazzino di Monti, un imprenditore pescarese.
Secondo alcune interpretazioni furono i missini ad alimentare la rivolta, come già accaduto nei moti di Reggio (il MSI nazionale lanciò lo slogan «L'Aquila, Reggio, a Roma sarà peggio»); nel capoluogo arrivarono infatti anche militanti neofascisti da altri centri. Nella stessa mattina del 27 si dimisero inoltre la giunta provinciale e quella comunale, guidate rispettivamente da Francesco Gaudieri e Tullio De Rubeis, lasciando così la città priva di guida legale; entrambi gli esecutivi rientrarono nel pieno delle funzioni solo quando le rivolte furono terminate. Inoltre, le proteste non furono limitate al centro cittadino, ma vi furono episodi anche nelle frazioni, come barricate sulla strada statale 17 a Bazzano o scontri tra polizia e manifestanti a Paganica.
Il questore Michele Introna cercò di mettere fine alla rivolta attraverso la via del negoziato; nel pomeriggio, tuttavia, da Roma arrivarono forze dell'ordine  guidate dal capo della Polizia Angelo Vicari, che rimosse il questore e iniziò a organizzare la soluzione insieme al prefetto dell'Aquila Petriccione. La sera del 27 vi furono violente reazioni della popolazione nei confronti delle forze dell'ordine, con lanci di sampietrini e molotov da una parte e lacrimogeni e cariche dall'altra. Il 28 si riuscì a calmare la rivolta aperta, e il tutto si concluse solo con il ritiro delle forze di polizia giunte da Roma, che avevano capito che la situazione aquilana non necessitava una repressione vasta come quella per i moti di Reggio, anche se si registrarono comunque diversi feriti e decine di arresti.

## Conseguenze
Il 1º marzo la situazione in città tornò alla normalità, con la riapertura delle scuole per il giorno successivo e la fine dello sciopero generale. La pacificazione finale ci fu però grazie a una manifestazione del PCI, che previde anche un comizio di Pietro Ingrao il 7 marzo in Piazza Duomo; quella stessa sera, una cena tra gli esponenti politici locali e il capo della Polizia segnò la fine delle tensioni.
Alla fine i moti non modificarono in alcun modo la risoluzione consiliare, anche se alcuni giornali aquilani continuarono una campagna sul tema, senza però un seguito politico. Lo Statuto fu infine approvato ufficialmente il 31 marzo, con il Consiglio riunito all'interno del Forte spagnolo, migliore dal punto di vista logistico e della sicurezza, e infine pubblicato in Gazzetta ufficiale nel mese di luglio.